# Merine
Merine (în arabă مرين) este o comună din provincia Sidi Bel Abbès, Algeria.
Populația comunei este de 7.705 locuitori (2008).